# Ilyushin Il-16

O Ilyushin Il-16 (Cirílico Ильюшин Ил-16) foi um leve caça de ataque Soviético, desenvolvido no final da II Guerra Mundial pelo departamento de design da  Ilyushin. Era praticamente uma versão reduzida do Ilyushin Il-10, mas foi equipado com um recém-desenvolvido Mikulin AM-43NV motor com a expectativa de que ele seria mais rápido e mais manobrável que o seu antecessor. No entanto, os defeitos do motor revelaram se impossível de corrigir e desenvolvimento foi cancelado no verão de 1946.